# Ощад 24/7
«Ощад 24/7» — інтернет-банкінг та платіжна система в Україні, що працює з 2012 року, належить Ощадбанку. Дозволяє отримати доступ та керувати платіжними картами клієнта в режимі реального часу. Має перемикання на три мови: англійську, українську та російську версії.
Доступ до системи може бути здійснений як через Web-версію, так і через мобільні додатки. Існують додатки для операційних систем Android та iOS, також додаток доступний для смартфонів які підтримують Java. Через Web-версію доступ до системи здійснюється за допомогою постійного пароля.

## Можливості системи
- контроль грошових операцій, управління своїми заощадженнями;
- отримати повну інформацію про баланс та операціях по своїх рахунках і картках;
- здійснювати перекази всередині банку і за його межі (на рахунки в інших банках України);
- оплачувати послуги мобільного та IP-зв'язку, кабельного телебачення, інтернет-провайдерів;
- створювати шаблони платежів, переглядати виписку по рахунку за вільний період;
- переказувати грошові кошти на картковий ощадний рахунок (Мобільні заощадження);
- встановлювати чи змінювати обмеження по рахунках і операціях з картками;
- випустити віртуальну платіжну карту для розрахунків в мережі інтернет;
- купівля квитків на авіа, автобусні та залізничні перевезення (тільки у WEB версії);
- перекази "Швидка копійка".

## Популярність
За даними Google Play додаток встановило від 10 000 до 50 000 користувачів.
27 лютого 2014 року банк, на своїй сторінці у мережі Facebook, повідомив про реєстрацію 100-тисячного клієнта у WEB-банкінгу «Ощад-24/7».

## Нова версія «Ощад»
1 грудня 2021 року керівництво "Ощадбанку" повідомило про запуск нового додатку «Мобільний Ощад»/«Ощад», який протягом 2022 року повністю замінить стару версію — «Ощад 24/7». Новий додаток розроблявся 2 роки. Він побудований на платформі Flutter, яка забезпечує швидкість впровадження змін, гнучкість системи та підвищує її продуктивність. Попри те, що додаток матиме ще 2 релізи у 2022 році, вже зараз за функціоналом він задовольняє ключові потреби клієнта: тут представлено 95% найбільш популярних операцій.